# Herbert Hainer
Herbert Hainer (Dingolfing, 3 de julio de 1954) es el anterior CEO de Adidas-Group, así como Presidente de la Junta Supervisora del FC Bayern München AG. Hainer actualmente es el presidente del Bayern de Múnich.

## Educación
Hainer estudió en la University of Applied Sciences Landshut, donde se graduó en economía.

## Trayectoria
- 1979–1987 Adolf Dassler: Procter & Gamble GmbH, Director de Ventas y Marketing para Alemania.
- 1987–1989: adidas Alemania, Director de Ventas de Hardware.
- 1989–1991: adidas Alemania, Director de Ventas de Campo.
- 1991–1993: adidas Alemania, Director de Ventas Nacionales
- 1993–1995: adidas Alemania, Mánager Director de Ventas
- 1996–1997: adidas AG, Vicepresidente Sénior para Europa, África y Oriente Medio
- 1997–1999: adidas AG, Miembro del Tablero Ejecutivo
- 1999–2001: adidas-Salomon AG, Presidente y Miembro del Tablero Ejecutivo
- Desde entonces 2001: adidas-group AG, CEO y Presidente del Tablero Ejecutivo
- 13.03.2014–02.05.2014: el presidente interino de FC Bayern Múnich e.V.
- 15.11.2019–: Presidente de FC Bayern Múnich

El 15 de noviembre de 2019, fue elegido presidente del Bayern de Múnich. Sucedió a Uli Hoeneß como presidente del club.